# Torneo de Concord 2021
El Thoreau Tennis Open 2021 fue un torneo de tenis profesional jugado en canchas tierra batida verde. Fue la 2ª edición del torneo y formó parte de la WTA 125s de 2021. Se llevó a cabo en Concord, Estados Unidos, entre el 2 de agosto al 8 de agosto de 2021.

## Cabezas de serie

### Individuales
| Tenista             | Ranking | Preclasificada |
| Alison Van Uytvanck | 59      | 1              |
| Su-wei Hsieh        | 73      | 2              |
| Madison Brengle     | 75      | 3              |
| Vera Zvonareva      | 88      | 4              |
| Lauren Davis        | 94      | 5              |
| Christina McHale    | 100     | 6              |
| Greet Minnen        | 110     | 7              |
| Renata Zarazúa      | 137     | 8              |
| Storm Sanders       | 138     | 9              |

- Ranking del 26 de julio de 2021

### Dobles
| Tenista                           | Ranking | Preclasificada |
| Su-wei Hsieh Yu-chieh Hsieh       | 182     | 1              |
| Ankita Raina Eden Silva           | 275     | 2              |
| Kateryna Bondarenko Tatjana Maria | 279     | 3              |
| Quinn Gleason Jamie Loeb          | 336     | 4              |

## Campeonas

### Individuales femeninos
Magdalena Fręch venció a  Renata Zarazúa por 6–3, 7–6(4)

### Dobles femenino
Peangtarn Plipuech /  Jessy Rompies vencieron a  Usue Maitane Arconada /  Cristina Bucșa por 3–6, 7–6(5), [10–8]